# Arce
För andra betydelser, se Arce (olika betydelser).
Arce är en kommun i provinsen Frosinone i regionen Lazio i Italien. Kommunen hade 5 633 invånare (2018).  och gränsar till kommunerna Ceprano, Colfelice, Falvaterra, Fontana Liri, Monte San Giovanni Campano, Rocca d'Arce, San Giovanni Incarico och Strangolagalli.
Bland stadens sevärdheter finns barockkyrkan Santi Pietro e Paolo.